# Villa Los Almácigos
Villa Los Almácigos es un municipio de la República Dominicana, que está situado en la Provincia de Santiago Rodríguez.

## Localización
Esta ciudad se ubica en la parte suroeste de dicha provincia, próximo a la Cordillera Central del cual forma parte.

## Límites
Municipios limítrofes:
|                               | Norte: San Ignacio de Sabaneta |                               |
| Oeste: El Pino y Restauración |                                | Este: San Ignacio de Sabaneta |
|                               | Sur: Pedro Santana             |                               |

## Distritos municipales
Está formado por el distrito municipal de:
| Nombre              | Código   |
| ------------------- | -------- |
| Villa Los Almácigos | 04260201 |

## Geografía
Ubicado en una zona de transición entre el bosque húmedo de sabana y el bosque tropical húmedo de bosque, el municipio se caracteriza por poseer un relieve muy accidentado que incluye la Cordillera Central, pendientes, montes húmedos y bosques de galerías ubicados en las cuencas hidrográficas de los ríos Artibonito, Guayubín e Inaje.
La Cordillera Central, es el sistema montañoso más impresionante. Aquí se encuentran algunos de los picos más altos de la Línea Noroeste como es el Pico Nalga de Maco con 2000 metros de altitud sobre el nivel del mar; Loma Florentino con 1648 m s. n. m.; Monte Cerro Frío con 1500 m s. n. m.; Cerro Pico del Gallo con 1301 m s. n. m. y Monte de La Peonia con 1200 m s. n. m. entre otros.

## Hidrografía
El municipio de Los Almácigos alberga una gran cantidad de ríos, arroyos y cañadas. Las principales cuencas hidrográficas son los ríos Guayubin e Inaje, aunque el Artíbonito también drena parte de su accidentado territorio.